# Лайош Кочиш
Лайош Кочиш (угор. Lajos Kocsis, 18 червня 1947, Сегед — 9 жовтня 2000, Будапешт) — угорський футболіст, що грав на позиції півзахисника.
Виступав, зокрема, за клуб «Гонвед», а також національну збірну Угорщини.

## Клубна кар'єра
У дорослому футболі дебютував 1965 року виступами за команду «Шалготар'ян», в якій провів два сезони, взявши участь у 44 матчах чемпіонату.
Своєю грою за цю команду привернув увагу представників тренерського штабу клубу «Гонвед», до складу якого приєднався 1967 року. Відіграв за клуб з Будапешта наступні одинадцять сезонів своєї ігрової кар'єри. Більшість часу, проведеного у складі «Гонведа», був основним гравцем команди. У складі «Гонведа» був одним з головних бомбардирів команди, маючи середню результативність на рівні 0,35 гола за гру першості. Загалом за кар'єру він забив 112 голів у 308 матчах чемпіонату.
Завершив ігрову кар'єру у команді «Дьюлай», за яку виступав протягом 1977—1982 років у нижчих дивізіонах.

## Виступи за збірну
22 вересня 1969 року дебютував в офіційних матчах у складі національної збірної Угорщини в матчі відбору на чемпіонат світу 1970 року проти Данії (3:0).
У складі збірної був учасником футбольного турніру на Олімпійських іграх 1968 року у Мехіко, здобувши того року титул олімпійського чемпіона, та футбольного турніру на Олімпійських іграх 1972 року у Мюнхені, де разом з командою здобув «срібло». Також був учасником чемпіонату Європи 1972 року у Бельгії, де зіграв в одному матчі, у півфіналі проти Радянського Союзу (0:1).
Загалом протягом кар'єри в національній команді, яка тривала 7 років, провів у її формі 33 матчі, забивши 7 голів.

## Смерть
Помер 9 жовтня 2000 року на 54-му році життя у місті Будапешт.